# Kärlekens vindar
Kärlekens vindar (engelska: Homefront) är en amerikansk dramaserie från 1991-1993, skapad och producerad av Lynn Marie Latham och Bernard Lechowick, i samarbete med Lorimar Television för ABC. Serien som sändes i två säsonger utspelar sig i den fiktiva staden River Run i Ohio åren 1945, 1946 och 1947, i svallvågorna efter andra världskriget. Serien följer några familjer som försöker pussla ihop sina liv efter krigsåren. Kärlek, svartsjuka, fördomar, klasskillnader och otrohet är några av de ämnen som serien behandlar och karaktärerna får brottas med att hantera. Seriens ledmotiv "Accentuate the Positive" skrevs av Johnny Mercer och framförs av Jack Sheldon.

## Handling
Livet börjar återvända till det normala, andra världskriget är äntligen över och de inkallade kommer hem. Men snart märker man att allt inte är riktigt detsamma längre, världen är förändrad och det går inte att få tillbaka det som var. Männen ska nu återta sina arbetsplatser och kvinnorna förväntas återlämna sina erövrade arbeten och lydigt återvända till hemmen, men idéer om ett annat liv har börjat gro.
Hank Metcalf, Charlie Hailey och Robert Davis återvänder alla hem till sina familjer efter att ha kämpat i kriget, men vad väntar dem?
Hank friar till sin käresta men det visar sig att hon under tiden har förälskat sig i någon annan. Charlies fästmö Ginger väntar på att äntligen få gifta sig, men får på järnvägsstationen veta att Charlie har gift sig med en engelsk flicka under vistelsen i Europa. Robert kommer hem och känner sig förbittrad över hur afroamerikaner behandlades i kriget, och inte blir det bättre när han kommer tillbaka, även om hans far tror på förändring.
Några som får vänta förgäves är paret Sloan, deras son Mike kommer inte tillbaka. Däremot får de hem hans italienska fru, som väntar Mikes barn och gömmer en hemlighet. Paret Sloan gör allt för att bli av med sin svärdotter, och Mikes fästmö från innan kriget är inte heller glad åt överraskningen.

## Rollista i urval
- Tammy Lauren - Ginger Szabo
- Kyle Chandler - Jeff Metcalf
- Jessica Steen - Linda Metcalf
- David Newsom - Hank Metcalf
- Alexandra Wilson - Sara Brewer Metcalf
- Wendy Phillips - Anne Metcalf-Kahn
- John Slattery - Al Kahn
- Harry O'Reilly - Charlie Hailey
- Sammi Davis-Voss - Caroline Hailey
- Sterling Macer Jr. - Robert Davis
- Dick Anthony Williams - Abe Davis
- Hattie Winston - Gloria Davis
- Guiliana Santini - Gina Sloan
- Ken Jenkins - Mike Sloan Sr.
- Mimi Kennedy - Ruth Sloan
- Kelly Rutherford - Judy Owen
- Sam Behrens - Phil
- Perrey Reeves - Perette Davis
- Robert Duncan McNeill - Bill Caswell
- John DiSanti - Sam Schenkkan
- Jason Beghe - Paul
- Katharine & Lara Roche'-Sudar - Emma Sloan
- Montrose Hagins - farmor Davis
- Kevin Scott Allen - Ed
- Jonathan Terry - Fader Dreher
- James Gammon - tränare Zelnick